# 栗祁
栗祁（1537年—1578年），字子登，號東巖，山東東昌府高唐州夏津縣人，軍籍，明朝政治人物。

## 生平
嘉靖四十年（1561年）辛酉科山東鄉試第三十名舉人。嘉靖四十一年（1562年）中式壬戌科三甲第一百一十七名進士。授徽州府推官，四十五年擢南京戶部主事，隆慶二年（1568年）升郎中，四年升浙江湖州府知府，万历三年（1575年）升山西按察司副使，整饬懷隆兵备，五年闰八月加一级升參政，六年卒，年四十二。

## 家族
曾祖栗鑑；祖父栗璋；父栗節，生员贈南京户部主事。母蕭氏，封太安人。兄郊、社、弟祉、祓。